# Choroszcz (gmina)
La gmina de Choroszcz est une commune urbaine-rurale polonaise de la voïvodie de Podlachie et du powiat de Białystok. Elle s'étend sur 163,5 km². Son siège est la ville de Choroszcz qui se situe à environ 13 kilomètres à l'ouest de Białystok.

## Villages
Hormis la ville de Choroszcz, la gmina de Choroszcz comprend les villages et localités de Babino, Barszczewo, Czaplino, Dzikie, Dzikie-Kolonia, Gajowniki, Gajowniki-Kolonia, Izbiszcze, Jeroniki, Klepacze, Kolonia Czaplino, Konowały, Kościuki, Krupniki, Kruszewo, Łyski, Mińce, Ogrodniki Barszczewskie, Oliszki, Pańki, Porosły, Porosły-Kolonia, Rogówek, Rogowo, Rogowo-Kolonia, Rogowo-Majątek, Ruszczany, Sienkiewicze, Sikorszczyzna, Śliwno, Turczyn, Zaczerlany, Zaczerlany-Kolonia, Złotoria, Złotoria-Kolonia, Złotoria-Podlesie, Żółtki et Żółtki-Kolonia.

## Villes et gminy voisines
La gmina de Choroszcz est voisine de la ville de Białystok et des gminy de Dobrzyniewo Duże, Juchnowiec Kościelny, Kobylin-Borzymy, Łapy, Sokoły, Turośń Kościelna et Tykocin.

## Démographie
| Population | Année |
| ---------- | ----- |
| 12957      | 2006  |
| 14127      | 2011  |